# Алькара-Ли-Фузи
Алькара-Ли-Фузи (итал. Alcara li Fusi) — коммуна в Италии, расположена в регионе Сицилия, подчинена административному центру Мессина (провинция).
Население составляет 2474 человек, плотность населения составляет 40 чел./км². Занимает площадь 62 км². Почтовый индекс — 98070. Телефонный код — 00941.
Покровителем города считается San Nicolò Politi. Праздник города ежегодно празднуется 2 мая, 17 августа.